# Yves Cros
Yves Cros (Francia, 5 de octubre de 1923-21 de julio de 1995) fue un atleta francés especializado en la prueba de 4 × 400 m, en la que consiguió ser campeón europeo en 1946.

## Carrera deportiva
En el Campeonato Europeo de Atletismo de 1946 ganó la medalla de oro en los relevos de 4x400 metros, llegando a meta en un tiempo de 3:14.4 segundos, por delante de Reino Unido y Suecia (bronce con 3:15.0 segundos).